# Dolmen del Trompo
El Dolmen del Trompo és una construcció feta amb grans pedres a l'època neolítica, de Castellcir, (Moianès), descrit a la bibliografia i declarat Bé cultural d'interès local.
És un megàlit del tipus de cambra simple, de mida força gran. Aquests tipus de sepulcres pertanyen a l'edat de bronze, entre el 2000 i el 1500 aC.
Situat en el vessant nord-oriental de la muntanya del Trompo, a l'extrem occidental del Bosc Mitger.
Megàlit descrit per la bibliografia que, tant els autors de la corresponent fitxa de l'Inventari del patrimoni arqueològic i paleontològic de la Generalitat de Catalunya com durant les tasques de realització del present Mapa del patrimoni cultural local no han pogut identificar. Els afloraments rocosos de la zona s'esberlen de manera natural en diversos punts formant lloses que, pel seu aspecte, poden haver donat lloc a una identificació errònia.